# Aleksandrs Priede
Aleksandrs Priede (13 agosto 1907 – 3 agosto 1978) è stato un calciatore lettone, di ruolo attaccante.

## Carriera

### Club
Nel periodo in cui ha militato in nazionale ha giocato prima con l'ASK Riga, per poi passare all'RFK con cui vinse almeno due campionati lettoni.

### Nazionale
Ha giocato 15 partite in nazionale mettendo a segno 3 reti. Il suo esordio avvenne il 28 luglio 1929 nella gara amichevole contro la Svezia. La sua prima rete in nazionale risale al mese successivo, nella gara di Coppa del Baltico contro l'Estonia.

## Statistiche

### Cronologia presenze e reti in Nazionale
| Cronologia completa delle presenze e delle reti in nazionale ― Lettonia | Cronologia completa delle presenze e delle reti in nazionale ― Lettonia | Cronologia completa delle presenze e delle reti in nazionale ― Lettonia | Cronologia completa delle presenze e delle reti in nazionale ― Lettonia | Cronologia completa delle presenze e delle reti in nazionale ― Lettonia | Cronologia completa delle presenze e delle reti in nazionale ― Lettonia | Cronologia completa delle presenze e delle reti in nazionale ― Lettonia | Cronologia completa delle presenze e delle reti in nazionale ― Lettonia |
| Data                                                                    | Città                                                                   | In casa                                                                 | Risultato                                                               | Ospiti                                                                  | Competizione                                                            | Reti                                                                    | Note                                                                    |
| ----------------------------------------------------------------------- | ----------------------------------------------------------------------- | ----------------------------------------------------------------------- | ----------------------------------------------------------------------- | ----------------------------------------------------------------------- | ----------------------------------------------------------------------- | ----------------------------------------------------------------------- | ----------------------------------------------------------------------- |
| 28-7-1929                                                               | Malmö                                                                   | Svezia                                                                  | 10 – 0                                                                  | Lettonia                                                                | Amichevole                                                              | -                                                                       |                                                                         |
| 14-8-1929                                                               | Riga                                                                    | Lettonia                                                                | 3 – 1                                                                   | Estonia                                                                 | Coppa del Baltico 1929                                                  | -                                                                       |                                                                         |
| 15-8-1929                                                               | Riga                                                                    | Lettonia                                                                | 2 – 2                                                                   | Estonia                                                                 | Coppa del Baltico 1929                                                  | 1                                                                       |                                                                         |
| 15-9-1929                                                               | Helsinki                                                                | Finlandia                                                               | 3 – 1                                                                   | Lettonia                                                                | Amichevole                                                              | -                                                                       |                                                                         |
| 18-9-1929                                                               | Tallinn                                                                 | Estonia                                                                 | 4 – 1                                                                   | Lettonia                                                                | Amichevole                                                              | -                                                                       |                                                                         |
| 26-10-1930                                                              | Varsavia                                                                | Polonia                                                                 | 6 – 0                                                                   | Lettonia                                                                | Amichevole                                                              | -                                                                       |                                                                         |
| 28-5-1931                                                               | Riga                                                                    | Lettonia                                                                | 0 – 1                                                                   | Estonia                                                                 | Amichevole                                                              | -                                                                       |                                                                         |
| 30-6-1931                                                               | Riga                                                                    | Lettonia                                                                | 5 – 2                                                                   | Lituania                                                                | Amichevole                                                              | -                                                                       |                                                                         |
| 5-7-1931                                                                | Riga                                                                    | Lettonia                                                                | 0 – 5                                                                   | Polonia                                                                 | Amichevole                                                              | -                                                                       |                                                                         |
| 13-7-1932                                                               | Riga                                                                    | Lettonia                                                                | 0 – 0                                                                   | Svezia                                                                  | Amichevole                                                              | -                                                                       | 46’                                                                     |
| 24-7-1932                                                               | Liepaja                                                                 | Lettonia                                                                | 2 – 1                                                                   | Lituania                                                                | Amichevole                                                              | -                                                                       | 46’                                                                     |
| 11-9-1932                                                               | Kaunas                                                                  | Lituania                                                                | 1 – 0                                                                   | Lettonia                                                                | Amichevole                                                              | -                                                                       | 46’                                                                     |
| 14-8-1934                                                               | Riga                                                                    | Lettonia                                                                | 1 – 1                                                                   | Finlandia                                                               | Amichevole                                                              | 1                                                                       |                                                                         |
| 23-9-1934                                                               | Stoccolma                                                               | Svezia                                                                  | 3 – 1                                                                   | Lettonia                                                                | Amichevole                                                              | -                                                                       |                                                                         |
| 14-10-1934                                                              | Riga                                                                    | Lettonia                                                                | 2 – 6                                                                   | Polonia                                                                 | Amichevole                                                              | 1                                                                       | 32’                                                                     |
| Totale                                                                  |                                                                         | Presenze                                                                | 15                                                                      |                                                                         | Reti                                                                    | 3                                                                       |                                                                         |

## Palmarès

### Club
- Campionato di calcio lettone: 2

RFK: 1931, 1934